# Phil Greening
Philip Bradley Thomas “Phil” Greening (Gloucester, 3 ottobre 1975) è un ex rugbista a 15 e allenatore di rugby britannico, nazionale inglese, che giocava nel ruolo di tallonatore. Ha partecipato alla Coppa del Mondo di rugby 1999, collezionando globalmente 24 presenze e 30 punti (6 mete) con la Nazionale; dal 2011 collabora allo staff tecnico del Plymouth Albion, in seconda divisione inglese.

## Biografia
Greening esordì tra i professionisti nel 1996 nella squadra della sua città natale, il Gloucester.
Nello stesso anno fu convocato per la prima volta in Nazionale, in un test match contro l'Italia.
Nel 1998 si trasferì ai Sale Sharks e divenne titolare in Nazionale, guadagnandosi la convocazione per la Coppa del Mondo di rugby 1999 in cui disputò 5 incontri di cui 3 da titolare.
Nel 2000, dopo un litigio con l'allenatore degli Sharks, passò agli Wasps per 15 000 sterline.
A Londra fu protagonista di due buone stagioni, prima di subire nel 2003 un grave infortunio che lo tenne fuori dal campo di gioco per circa 18 mesi.
Tornò a giocare con i Wasps nella stagione 2004-2005 contribuendo alla vittoria della terza Guinness Premiership consecutiva, ma l'anno seguente si ritirò definitivamente per un infortunio a un dito del piede.

## Controversia legale
Il 17 novembre 2007 Greening fu condannato da un tribunale civile a pagare 30 000 sterline (circa 40 000 euro) di risarcimento per aver causato con un placcaggio un grave infortunio al giocatore francese Aurélien Rougerie durante un match fra gli Wasps e il Montferrand nel 2002.
Rougerie aveva inizialmente chiesto 45 000 sterline per esser stato ricoverato in ospedale per 12 settimane e aver subito 3 operazioni.
Greening ha sempre sostenuto la regolarità e la normalità di un placcaggio del genere in uno sport di contatto come il rugby.
Anche il dirigente della Professional Rugby Players Association Damian Hopley ha dichiarato che questa sentenza ha creato un pericoloso precedente per il rugby.

## Carriera da allenatore
Dopo una breve assenza dal mondo del rugby, Greening tornò all'attività sportiva nelle vesti di assistente allenatore dei London Welsh nel campionato di seconda divisione 2009-2010; nel 2011 divenne allenatore capo della squadra e la guidò alle finali di promozione, perdendole; poco dopo si dimise dall'incarico.
A novembre 2011 è stato ingaggiato dal Plymouth Albion, ancora in seconda divisione nazionale, nel ruolo di consulente dello staff tecnico.